# Akram Mansour
Akram Mansour, född 16 augusti 1990, är en svensk fotbollsspelare som spelar för Högaborgs BK.

## Karriär
Mansours moderklubb är Helsingborgs IF. Mellan 2010 och 2012 spelade han för Ramlösa Södra FF i division 2. Mellan 2014 och 2015 spelade Mansour för Högaborgs BK. I februari 2017 värvades Mansour av Ängelholms FF. Den 4 november 2017 gjorde han ett hattrick i en 5–1-vinst över FC Rosengård. Totalt spelade Mansour 24 matcher och gjorde 10 mål i division 1 Södra 2017.
Den 7 augusti 2018 skrev Mansour på för Landskrona BoIS. Mansour debuterade i Superettan den 10 augusti 2018 i en 2–1-förlust mot Degerfors IF, där han blev inbytt i den 75:e minuten mot Måns Ekvall.
I juli 2020 tog Mansour över som huvudtränare i Högaborgs BK. Han lämnade klubben efter säsongen 2020. Efter ett uppehåll under 2021 blev Mansour inför säsongen 2022 klar för spel i division 2-klubben Eskilsminne IF. Inför säsongen 2023 återvände han för ännu en sejour i division 3-klubben Högaborgs BK.